# Туренков, Алексей Евлампиевич
Алексей Евлампиевич Туренков (бел. Аляксей Яўлампавіч Туранкоў, 21 января 1886 — 27 сентября 1958) — советский белорусский композитор, заслуженный деятель искусств Белорусской ССР (1940).

## Биография

Могила Туренкова на Военном кладбище Минска.

Родился 21 января 1886 года в Санкт-Петербурге.
В 1914 году окончил Петербургскую консерваторию по классу композиции, был учеником композиторов Анатолия Лядова и Николая Соколова.
С 1918 года Туренков проживал и работал в Гомеле, преподавал в местной музыкальной школе, выступал в составе Гомельского симфонического оркестра, руководил хоровыми самодеятельными коллективами, позднее возглавил музыкальную секцию Гомельского областного отдела народного образования. В 1934 году переехал в Минск.
Туренков внёс большой вклад в развитие белорусского музыкального искусства, стал одним из создателей жанров хора, романса и массовой песни в белорусской музыке. Являлся автором большого количества музыкальных произведений, в том числе опер, балетов, сюит, кантат, оркестровых произведений, романсов, песен (в том числе на стихи А. Прокофьева, Л. Ошанина, М. Рыльского, В. Лебедева-Кумача, Е. Долматовского, М. Матусовского, А. Жарова, Я. Купалы, М. Танка и других известных советских поэтов). Был автором музыки к кинофильмам «Огненные годы» и «Семья Януш». В 1940 году Туренкову было присвоено звание заслуженного деятеля искусств Белорусской ССР.
Во время Второй мировой войны оставался на оккупированной нацистами территории. Сотрудничал с оккупационным радио, писал для него музыку. В 1942—1944 годах сотрудник Издательства школьных учебников и литературы для молодёжи в Минске и издательства К. Езовитова в Риге.
Арестован 22.7.1944 в Минске. Осуждён внесудебным органом НКВД 23.6.1945 как «помочник немецких оккупантов» на 10 лет ИТЛ и 5 лет поражения в правах с конфискацией имущества. Этапирован в один из лагерей ГУЛАГа. По одним сведениям, освобождён к 1947 году. По другим сведениям, находился в лагерях до 14 августа 1954 года. 3 октября 1955 года был амнистирован. Реабилитирован судебной коллегией по уголовным делам Верховного суда БССР 21.10.1959 г.
Скончался 27 сентября 1958 года, похоронен на Военном кладбище Минска.

## Награды
- орден Трудового Красного Знамени (20.06.1940) — за выдающиеся заслуги в деле развития белорусского театрального и музыкального искусства